# Yoting
Yoting is een plaats in de regio Wheatbelt in West-Australië.

## Geschiedenis
Ten tijde van de Europese kolonisatie vormde de streek het grensgebied tussen de Balardong en Njakinjaki dialectgroepen van de Nyungah Aborigines.
In 1873 werd voor het eerst melding gemaakt van de 'Yoting Well', een waterbron waarvan de Aborigines gebruikmaakten. Volgens Bruce Leake, een pionier, betekende 'Yot' "twee ruziënde vrouwen die elkaar met hun graafstokken slaan".
In 1912 werd het traject van de spoorweg tussen Quairading en Bruce Rock vastgelegd. Yoting werd aangeduid als een station op de lijn en in 1914 werd er een dorp gesticht. Het dorp werd naar de waterbron vernoemd.
In 1915 werd er een schooltje gebouwd. Er werd les gegeven tot 1937. Na de Eerste Wereldoorlog maakte de streek onderdeel uit van een van de Soldier Settlement Schemes.

## Beschrijving
Yoting maakt deel uit van het lokale bestuursgebied Shire of Quairading, een landbouwdistrict. Het is een verzamel- en ophaalpunt voor de oogst van de in de streek bij de Co-operative Bulk Handling Group aangesloten graanproducenten.
In 2021 telde Yoting 17 inwoners.

## Toerisme
Yoting ligt net ten oosten van 'Pink Lake', een zoutmeer. Wanneer het water na een periode van droogte terugkeert kleurt een deel van het meer roze door het zout.
Rondom Yoting liggen enkele kleine natuurreservaten waaronder het 'Badjaling Nature Reserve', het 'Moulien Nature Reserve', het 'Mount Stirling Nature Reserve' en het 'Gundaring Nature Reserve'.

## Transport
Yoting ligt 183 kilometer ten oosten van de West-Australische hoofdstad Perth, 98 kilometer ten westzuidwesten van het aan de Great Eastern Highway gelegen Merredin en 19 kilometer ten oosten van Quairading, de hoofdplaats van het lokale bestuursgebied waarvan het deel uitmaakt.
De spoorweg die langs Yoting loopt maakt deel uit van het goederenspoorwegnetwerk van Arc Infrastructure.

## Klimaat

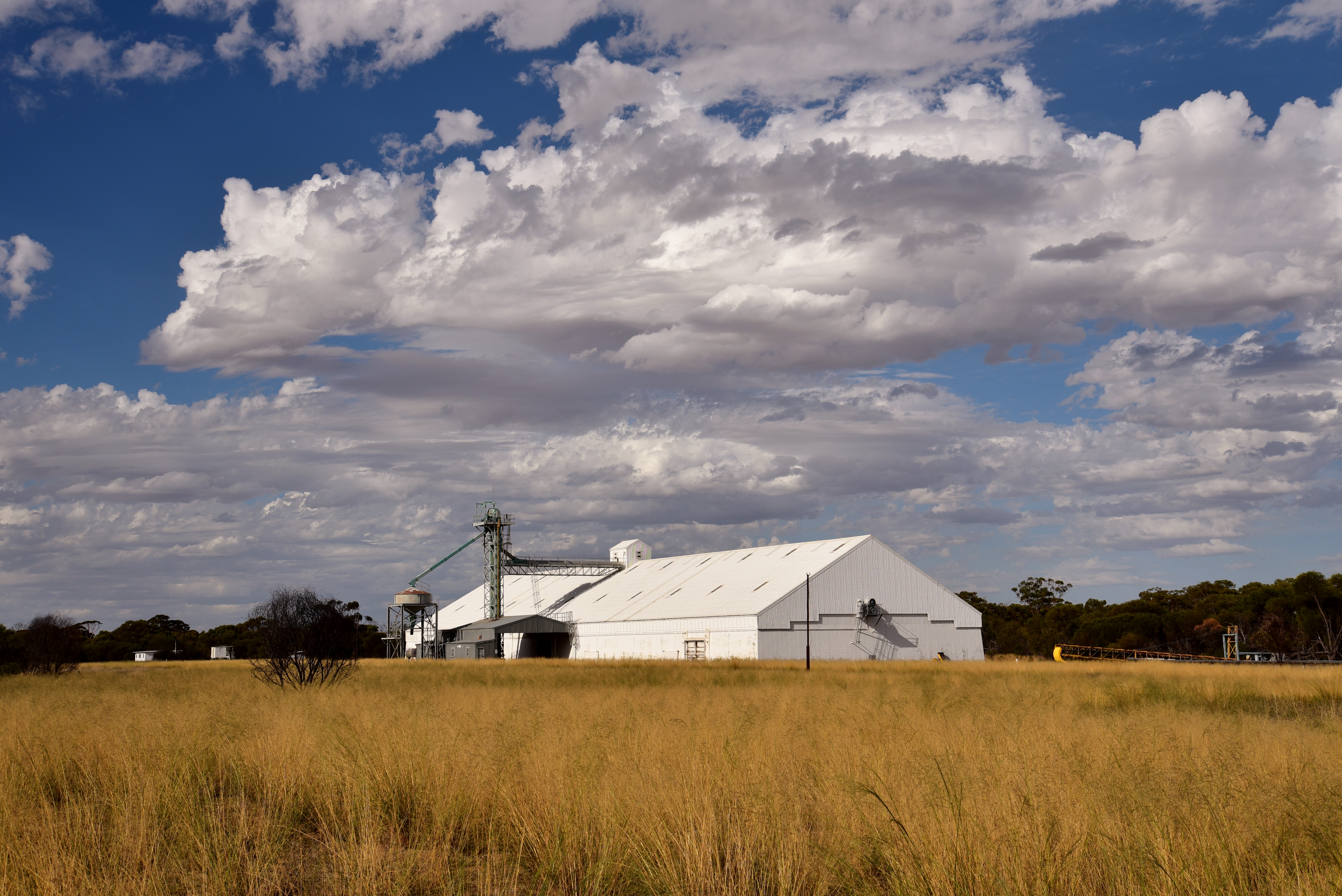
CBH Group graanopslag

Yoting kent een koud steppeklimaat, BSk volgens de klimaatclassificatie van Köppen. De gemiddelde jaarlijkse temperatuur bedraagt 17,2 °C en de gemiddelde jaarlijkse neerslag ligt rond 335 mm.
Aldersyde · Amery · Ardath · Arthur River · Baandee · Babakin · Badgingarra · Badjaling · Bailup · Bakers Hill · Balkuling · Ballaying · Ballidu · Beacon · Beenong · Beermullah · Bejoording · Belka · Bencubbin · Bendering · Benjaberring · Beverley · Bilbarin · Bindi Bindi · Bindoon · Bodallin · Bolgart · Bonnie Rock · Boolading · Booraan · Brookton · Bruce Rock · Bullaring · Bullfinch · Bulyee · Bungulla · Buntine · Burakin · Burracoppin · Cadoux · Calingiri · Campion · Caraban · Carrabin · Cataby · Cervantes · Chandler · Chittering · Clackline · Cold Harbour · Congelin · Coomberdale · Copley · Corrigin · Cowcowing · Crossman · Cuballing · Culbin · Cunderdin · Dalwallinu · Dandaragan · Dangin · Darkan · Dattening · Dongolocking · Doodlakine · Dowerin · Dudinin · Dumbleyung · Duranillin · Dwarda · Ejanding · Elabbin · Erikin · Gabbin · Gingin · Goomalling ·  Grass Valley · Greenhills · Guilderton · Gwambygine · Harrismith · Highbury · Hines Hill · Holt Rock · Hyden · Jelcobine · Jennacubbine · Jennapullin · Jitarning · Jurien Bay · Kalannie · Karlgarin · Kellerberrin · Kondinin · Kondut · Koojan · Koolyanobbing · Koorda · Korbel · Korrelocking · Kukerin · Kulin · Kulja · Kulyaling · Kunjin · Kununoppin · Kweda · Kwelkan · Kwolyin · Lancelin · Lake Brown · Lake Grace · Lake King · Ledge Point · Manmanning · Marvel Loch · Meckering · Meenaar · Merredin · Miling · Minnivale · Mogumber · Mokine · Moodiarrup · Mooliabeenee · Moora · Moorine Rock · Moorumbine · Moulyinning · Mount Hardey · Mount Kokeby · Mount Walker · Muchea · Mukinbudin · Muntadgin · Nalya · Nangeenan · Narembeen · Narrogin · New Norcia · Newdegate · Nilgen · Nokaning · North Bannister · Northam · Nukarni · Nungarin · Pantapin · Piawaning · Piesseville · Pingaring · Pingelly · Pithara · Popanyinning · Quairading · Quindanning · Regans Ford · Seabird · Shackleton · Southern Cross · Spencers Brook · Tammin · Tincurrin · Toodyay · Trayning · Varley · Wagin · Walebing · Walgoolan · Wandering · Wannamal · Watheroo · Welbungin · West Dale · West Toodyay · Westonia · Wialki · Wickepin · Wilbinga · Williams · Wongan Hills · Woodridge · Wubin · Wundowie · Wyalkatchem · Yealering · Yelbeni · Yellowdine · Yilliminning · Yerecoin · York · Yorkrakine · Yornaning · Yoting · Youndegin